# Blev han myrdet?
Blev han myrdet er en Agatha Christie krimi fra 1953, der udkom på dansk i 1955. Hercule Poirot undersøger i denne roman, om et tilsyneladende naturligt dødsfald i virkeligheden er et drab.

## Plot
I romanen, der er fortalt i tredje person, engagerer advokat Enthwisle Poirot til at undersøge, om drabet på Cora Lansquenet skal ses i sammenhæng med, at hun ved sin broders begravelse havde udbrudt: ”Jamen, han blev jo myrdet, gjorde han ikke?” 
Det sandsynlige motiv til at dræbe Coras broder er hans formue, som ifølge testamentet skal deles i seks dele med en til Cora.
Efterforskningen afslører, at der er flere personer i familien og dens omgangskreds, som har en blakket fortid, og Poirot er på jagt efter et afgørende spor, som kan forklare sammenhængen mellem de to dødsfald. Løsningen afsløres i Agatha Christies fortælleteknik. 

## Anmeldelser
De fleste anmeldere modtog denne roman positivt, og bogen beskrives bl.a. som ”klart bedre end en gennemsnitlig Christie" .

## Bearbejdning
I serien Agatha Christie's Poirot med David Suchet i hovedrollen indgår Blev han myrdet? som en episode med premiere i 2006. Af uransagelige årsager har nogle af personerne skiftet navn, bl.a. hedder Cora Galaccio til efternavn. Selve plottet er i hovedsagen tro mod originalen.

## Danske Udgaver
- Carit Andersen (De trestjernede kriminalromaner nr. 15); 1955.
- Wøldike; 1983. Ny titel: Barsk begravelse;
- Wangel ; Wøldike; 1991.
- Peter Asschenfeldts nye Forlag; 2000